# Jonathan Delisle
Joseph Jonathan Delisle (* 30. Juni 1977 in Sainte-Anne-des-Plaines, Québec; † 16. März 2006 in Beauce, Québec) war ein kanadischer Eishockeyspieler, der im Verlauf seiner aktiven Karriere zwischen 1993 und 2006 unter anderem ein Spiel für die Canadiens de Montréal in der National Hockey League absolviert hat. Hauptsächlich war Delisle, der die Rolle eines Enforcers ausfüllte und bereits im Alter von 28 Jahren an den Folgen eines Verkehrsunfalls verstarb, aber in der American Hockey League und Ligue Nord-Américaine de Hockey aktiv.

## Karriere
Delisle spielte zunächst unterklassig Eishockey, ehe er in der Saison 1993/94 für das Collège Français de Verdun in der kanadischen Top-Juniorenliga Ligue de hockey junior majeur du Québec aufs Eis ging. Zur Spielzeit 1994/95 wechselte der Flügelstürmer innerhalb der Liga zu den Olympiques de Hull, bei denen der Rechtsschütze eine äußerst erfolgreiche Zeit erlebte. In seiner Debütsaison gewann er mit der Mannschaft die Meisterschaft der LHJMQ, den Coupe du Président. Anschließend folgte eine Teilnahme am Memorial Cup. Beim NHL Entry Draft 1995 wurde Delisle in der vierten Runde an insgesamt 86. Position von den Canadiens de Montréal ausgewählt. Er verblieb zunächst zwei weitere Jahre im Juniorenbereich und errang 1997 mit den Olympiques de Hull seinen zweiten Ligatitel, im Anschluss gelang der erstmalige Gewinn des Memorial Cup.
Bevor Delisle im Verlauf des Spieljahres 1998/99 für die Canadiens de Montréal in der National Hockey League debütierte – dies blieb sein einziger Einsatz in der nordamerikanischen Eliteliga – agierte er zunächst im AHL-Farmteam bei den Fredericton Canadiens. Weitere Einsätzen in den Folgejahren in diversen Minor Leagues, AHL und Central Hockey League, folgten. Für die Saison 2002/03 schloss sich der Kanadier dem britischen Verein Bracknell Bees an. Es folgte die Rückkehr nach Kanada; der Stürmer wechselte zu den Garaga de Saint-Georges mit Spielbetrieb in der Ligue Nord-Américaine de Hockey.
Delisle kam am 16. März 2006 im Alter von 28 Jahren bei einem Straßenverkehrsunfall ums Leben.

## Erfolge und Auszeichnungen
- 1995 Coupe-du-Président-Gewinn mit den Olympiques de Hull
- 1997 Coupe-du-Président-Gewinn mit den Olympiques de Hull
- 1997 Memorial-Cup-Gewinn mit den Olympiques de Hull

## Karrierestatistik
(Legende zur Spielerstatistik: Sp oder GP = absolvierte Spiele; T oder G = erzielte Tore; V oder A = erzielte Assists; Pkt oder Pts = erzielte Scorerpunkte; SM oder PIM = erhaltene Strafminuten; +/− = Plus/Minus-Bilanz; PP = erzielte Überzahltore; SH = erzielte Unterzahltore; GW = erzielte Siegtore; 1 Play-downs/Relegation; Kursiv: Statistik nicht vollständig)